# Heteragrion dorsale
Heteragrion dorsale – gatunek ważki z rodziny Heteragrionidae. Występuje na terenie Ameryki Południowej.